# باشگاه ورزشی وینر
باشگاه ورزشی وینر که همچنین به عنوان وینر ای‌سی یا واک شناخته می‌شود، یک باشگاه ورزشی اتریشی در وین بود. این تیم قهرمان مسابقات قهرمانی اتریش و نایب قهرمان جام میتروپا شده است.

## تاریخچه
این باشگاه در ۱۴ اکتبر ۱۸۹۷ تأسیس شد. تا سال ۱۹۰۴، این تیم ۳ بار قهرمان هردو چلنج کاپ و وینر تاگبلات پوکال شده بود که در آن زمان مهم‌ترین جام‌های فوتبال اتریش در آن زمان بودند.

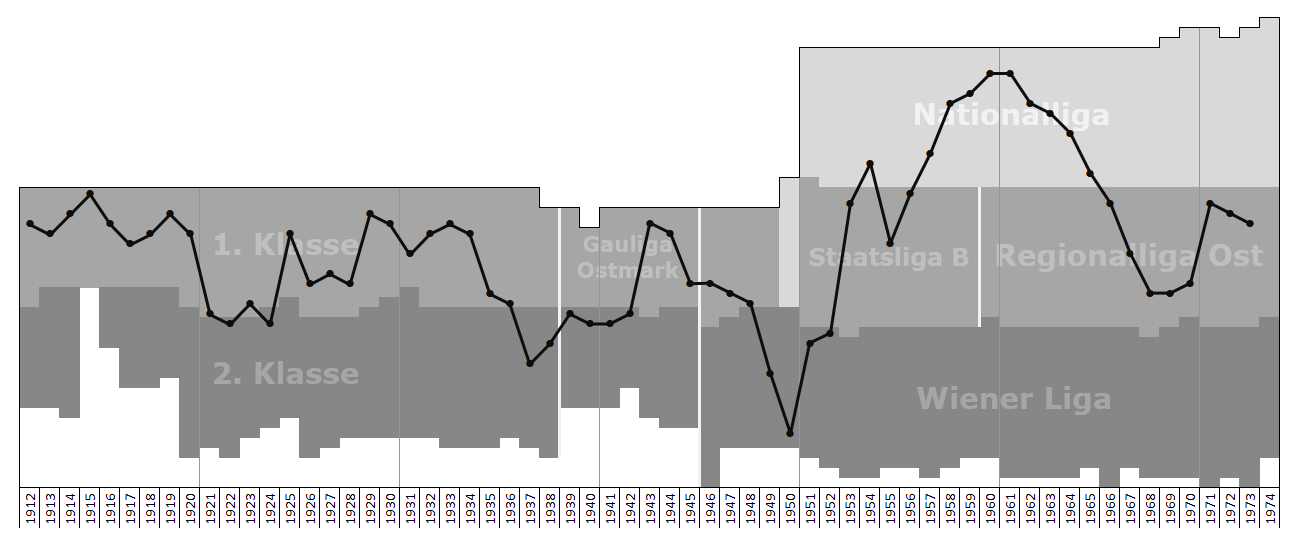
نمودار عملکرد تیم در لیگ

در سپتامبر ۱۹۱۰، اکثر اعضای تیم اول باشگاه را ترک کردند و یک باشگاه جدید به نام اتحادیه وین را تأسیس کردند. با وجود این، وینر در مسابقات قهرمانی فوتبال اتریش ۱۱–۱۹۱۰ چهارم شد، اگرچه باشگاه جدید بالاتر از آن به پایان رسید.
این باشگاه در فصل ۱۵–۱۹۱۴ قهرمان فوتبال اتریش شد که در آن ده باشگاه فقط یک بار با هم بازی کردند. اتحادیه وین در جایگاه دوم قرار گرفت.
در سال ۱۹۲۸، این باشگاه به فینال جام حذفی اتریش رسید و با نتیجه ۲–۱ به آدمیرا وین باخت.
در فصل ۳۱–۱۹۳۰، وینر قهرمان جام حذفی اتریش شد، که در قالب لیگ به عنوان جام زمستانی وینر بازی می‌شد. این باشگاه به عنوان قهرمان این رقابت‌ها به جام میتروپا راه یافت.
این باشگاه به فینال جام میتروپا ۱۹۳۱ رسید، اما هر دو بازی فینال را به فرست ویینا واگذار کرد.
از سال ۱۹۳۶ تا ۱۹۴۵، این باشگاه با نام شوارتز-روت وین نیز شناخته می‌شد، نامی که تحت عنوان آنها قهرمان جام حذفی اتریش در فصل ۳۸–۱۹۳۷ شد.
از سال ۱۹۴۲ تا ۱۹۴۵، این باشگاه در جام گاولیگا اوستمارک بازی می‌کرد.
در سال ۱۹۵۹، این باشگاه دوباره قهرمان جام حذفی اتریش شد و راپید وین را ۲–۰ در فینال شکست داد.

## آستریا وین
از فصل ۷۴–۱۹۷۳، وینر یک تیم مشترک با آستریا وین تشکیل داد که به نام آستریا واک وین تا فصل ۷۷–۱۹۷۶ که آستریا وین تصمیم گرفت به نام سنتی باشگاه خود بازگردد. نتایج تیم مشترک بخشی از تاریخ فوتبال آستریا وین است.
در سال ۱۹۸۳، وینر بخش فوتبال خود را مجدداً فعال کرد، اما هرگز به بوندس‌لیگا اتریش بازنگشت و باشگاه در سال ۲۰۰۲ توسط اسپانسر آن تصاحب شد، که نام خود را به راد فرندلی سیستمز و سپس به فایربال یونایتد تغییر داد.
این باشگاه هنوز یک بخش فوتبال دارد، اما دیگر در مسابقات شرکت نمی‌کند.

## افتخارات
چلنج کاپ
- ۳ قهرمانی: ۱۹۰۱، ۱۹۰۳، ۱۹۰۴

تاگبلات پوکال
- ۳ قهرمانی: ۱۹۰۰، ۱۹۰۱، ۱۹۰۲

بوندس‌لیگا اتریش
- ۱ قهرمانی: ۱۵–۱۹۱۴

جام حذفی اتریش
- ۳ قهرمانی: ۱۹۳۱، ۱۹۳۸، ۱۹۵۹

جام میتروپا
- ۱ نایب قهرمانی: ۱۹۳۱

## بازیکنان مهم
- اتو هرشمان
- رادولف هیدن
- ارنست کالتنبرونر